# والرین کوچک
لیسینیوس والریانوس ملقب به مینور (کوچک) (درگذشته ۲۶۸ میلادی)، پسر والرین، امپراتور روم از همسر دومش کورنلیا گالونیا و برادر ناتنی امپراتور روم گالینوس بود.
در بین سال‌های ۲۵۳ و ۲۶۴ میلادی او را به عنوان کنسول موقت منصوب کردند و در سال ۲۶۵ به عنوان یک کنسول عادی مشغول فعالیت شد. او در پی کشته شدن برادرش، در پاییز ۲۶۸ درگذشت. یوآنس زوناراس گزارش داده‌است که او در رم کشته شد، در حالی که اوتروپیوس و تاریخ آگوستی بیان می‌کنند که او در مدیولانوم به قتل رسیده‌است.